# ドコモ・ドットコム
株式会社ドコモ・ドットコムは、かつて存在したNTTドコモ100%出資の戦略子会社。iモードコンテンツ開発を中心とした、モバイルに関するコンサルティング、投資を行う。